# Ștefan S. Gorovei
Ștefan S. Gorovei (n. 28 iulie 1948 la Fălticeni) este un istoric, medievist și genealogist român. Este profesor la Facultatea de Istorie a Universității A. I. Cuza - Iași, cercetător științific principal la Institutul de Istorie „A. D. Xenopol” al Filialei Iași a Academiei Române din 1977, iar, din 2003, la Centrul de Istorie și Civilizație Europeană al Filialei Iași a Academiei Române.

## Viața și activitatea profesională
După ce a finalizat studiile secundare la Fălticeni, a absolvit Facultatea de Istorie a Universității „Alexandru Ioan Cuza” din Iași în 1971 și în 1993 a devenit doctor în științe istorice al aceleiași universități, susținând teza Întemeierea Moldovei. Probleme controversate, lucrare apreciată pentru contribuția deosebită adusă la cunoașterea subiectului. A fost membru în Colegiul de redacție al Anuarului Institutului de Istorie A. D. Xenopol din Iași și, apoi, redactor-șef al publicației. Din 1971 deține funcția de redactor la revista ,,Magazin istoric”.
În 1996 a devenit profesor la Facultatea de Istorie, activitatea sa universitară începând încă din 1990, prin susținerea de cursuri și seminarii.
Ca o ilustrare a faptului că unul dintre subiectele predilecte de interes privește ideologia puterii este faptul că Ștefan S. Gorovei a devenit co-organizator al Programului de Cercetări privind Ideologia Medievală a Puterii, în jurul acestui program conturându-se o adevărată școala istorică.
Un alt aspect al preocupărilor lui Ștefan S. Gorovei îl reprezintă recuperarea, în cadrul unor ediții critice, a unor lucrări fundamentale pentru medievistica românească, precum cele ale lui P. P. Panaitescu, Alexandru I. Gonța și Emil Turdeanu. În activitatea sa istoriografică se disting două direcții principale: una înspre începuturile statului moldovenesc iar cealaltă către genealogie. 
Interesul manifestat pentru genealogie și heraldică se reflectă nu doar în lucrările publicate, ci și în calitatea sa de membru-fondator al Comisiei de Heraldică, Genealogie și Sigilografie a Academiei Române - filiala Iași (1993) și a Institutului Român de Genealogie și Heraldică „Sever Zotta” (1996), precum și a Academiei Internaționale de Genealogie (1998).
Ștefan S. Gorovei este membru în colegiile de redacție ale unor prestigioase publicații de specialitate: Analele Putnei, Arhiva Genealogică; Herb. Revista Română de Heraldică; Revue des Etudes Roumaines; Europa XXI; Analele Științifice ale Universității Alexandru Ioan Cuza, Seria Istorie; Revista de Istorie Socială.
Recunoașterea internațională a activității sale este relevată de calitatea sa de membru al Asociației Istoricilor Europeni, al Societății Majestas. Societatea pentru Studiul Suveranității și al Academiei Internaționale de Genealogie.
Este un cercetător recunoscut pentru interesul deosebit în cunoașterea istoriei medievale, ale cărui contribuții științifice sunt apreciate în cadrul medievisticii românești. Preocupările sale pentru fenomenele sociale, culturale, politice și ideologice din perioada medievalității românești și-au găsit expresia în numeroasele studii pe care le-a publicat de-a lungul vremii.

## Distincții
A obținut Premiul „Nicolae Bălcescu” al Academiei Române (1978). A fost decorat în 2004 cu Ordinul Meritul Cultural în grad de Ofițer, Categoria H - „Cercetarea științifică”, „pentru semnificativele descoperiri și cercetări științifice care au îmbogățit patrimoniul cultural național și au contribuit la o mai bună cunoaștere a acestuia pe plan intern și internațional”.

## Lucrări de medievistică românească
- Les armoiries de la Moldavie et de ses princes régnants (XIV-XVI siècle), în Recueil du XIe Congres International des Sciences Généalogique et Héraldique. Liège, 29 mai -2 juin 1972; Braga/Portugal, 1973.
- 1473 - Un an-cheie al domniei lui Ștefan cel Mare, în Anuarul Institutului de Istorie și Arheologie A. D. Xenopol Iași, tom. XVI, 1979.
- Mucenicia Sfântului Ioan cel Nou. Noi puncte de vedere, în vol. Închinare lui Petre S. Năsturel la 80 de ani, volum îngrijit de Ionel Cândea, Paul Cernovodeanu și Gheorghe Lazăr, Brăila, 2003.
- "Maria Asanina Paleologhina, doamna Moldovlahiei" (I), în Studii și Materiale de Istorie Medie, vol. XXII, 2004
- Gesta Dei per Stephanum Voievodam, în vol. Ștefan cel Mare și Sfânt. Atlet al credinței creștine, Sfânta Mănăstire Putna, 2004.

## Alte lucrări reprezentative
- Dragoș și Bogdan, întemeietorii Moldovei. Probleme ale formării statului feudal Moldova, Editura Militară, București, 1973;
- Mușatinii, Editura Albatros, București, 1976 (reeditată la Chișinău, 1991);
- Petru Rareș (1527–1538, 1541–1546), Editura Militară, București, 1982;
- Întemeierea Moldovei. Probleme controversate, Editura Universității „Alexandru Ioan Cuza”, Iași, 1997;
- Între istoria reală și imaginar. Acțiuni politice și culturale în veacul XVIII, Ed. Universității „Al. I. Cuza”, Iași, 2003;
- Princeps omni laude maior. O istorie a lui Ștefan cel Mare, Sfânta Mănăstire Putna, 2005 (în colaborare cu Maria Magdalena Szekely);
- Mănăstirea Dragomirna, cu fotografii de Victor Bortaș, Editura „Victor B Victor”, București, 2006; în limbile română, engleză, franceză, germană;
- Maria Asanina Paleologhina. O prințesă bizantină pe tronul Moldovei, Sfânta Mănăstire Putna, 2006 (în colaborare cu Maria Magdalena Szekely);
- Movileștii: istorie și spiritualitate românească, vol. I-III, Editura Mușatinii, Suceava, 2006.